# عبد العزيز الفوزان
عبد العزيز بن فوزان الفوزان أستاذ الفقه المقارن في المعهد العالي للقضاء بجامعة الإمام محمد بن سعود الإسلامية، وعضو مجلس هيئة حقوق الإنسان، ورئيس قسم الفقه المقارن سابقاً، ورئيس قسم الدراسات الإسلامية في معهد العلوم الإسلامية والعربية بواشنطن سابقاً، عين أستاذاً زائراً في كلية الحقوق بجامعة هارفارد قسم دراسات الفقه الإسلامي، بناء على دعوة موجهة من هذه الجامعة إلى جامعة الإمام بالرياض، كما عين عام 2014م أستاذاً زائراً في جامعة نينغشيا في الصين الشعبية. ولد في بريدة في المملكة العربية السعودية عام 1384هـ.

## الشهادات العلمية
1. بكالوريوس من كلية الشريعة وأصول الدين بالقصيم.
2. ماجستير في الفقه المقارن من المعهد العالي للقضاء، ورسالته بعنوان «الاشتباه.. دراسة أصولية تطبيقية».
3. دكتوراه في الفقه المقارن من المعهد العالي للقضاء، ورسالته بعنوان «وسائل تحقيق الأمن في الفقه الإسلامي».

## عضوية المؤسسات والجمعيات العلمية
- عضو الجمعية الفقهية السعودية.
- عضو الجمعية القضائية السعودية.
- عضو لجنة الأخلاقيات الحيوية في المملكة العربية السعودية.
- عضو لجنة وضع إستراتيجية العمل الإسلامي السعودي في الخارج.
- عضو الهيئة الشرعية لبنك البلاد.
- عضو الهيئة الشرعية الموحدة لمجموعة البركة المصرفية.
- رئيس الهيئة الشرعية لشركة سوليدرتي تكافل.
- عضو الهيئة الشرعية لشركة اليسر للاستثمار والتمويل.
- المدير العام لشبكة رسالة الإسلام الإعلامية العالمية. ومن مشاريعها قناة قرطبة العالمية باللغة الإسبانية، وقناة سلام الصينية، وقناة سمسم الفضائية، وقناة رسالة الإسلام للقرآن الكريم مع ترجمة كل الآيات للغتين الفرنسية والإنجليزية. بالإضافة لثلاثة عشر موقعاً إلكترونيا بثمان لغات حية، وتطبيقات ذكية متعددة.

## المؤلفات
- الاشتباه: دراسة أصولية تطبيقية. رسالة ماجستير.
- وسائل تحقيق الأمن في الفقه الإسلامي. رسالة دكتوراه.
- مقاصد الشريعة الإسلامية.
- فقه التعامل مع الناس.
- حقوق الوالدين والأولاد.
- الحقوق الزوجية في الشريعة الإسلامية.
- خصائص حقوق الإنسان في الإسلام.
- أثر النية وسبب الملك في زكاة العقارات.
- مسؤولية الدولة في حماية الأوقاف.
- الأيام العالمية والوطنية... رؤية شرعية.
- حكم التدرج في تطبيق الشريعة الإسلامية.
- الأمر بالمعروف والنهي عن المنكر وأثرهما في تحقيق الأمن.
- الأمر بالمعروف والنهي عن المنكر وأثرهما في حفظ الحقوق والحريات.
- الإرهاب وعلاقته بالخوارج وعقوبته في الشريعة الإسلامية.
- أثر العلم والإيمان في مكافحة الإرهاب والعدوان.
- حقوق المرأة في الأنظمة السعودية.
- القرآن صمّام الأمان.
- حكم نكاح الزانية واستلحاق ولد الزنا.
- الإفتاء القضائي.. خصائصه وضوابطه.
- عمليات الحقن التجميلي وتحسين القوام في الشريعة الإسلامية.
- الأزمة المالية العالمية والحلول الشرعية.

## اعتقاله
في شهر 7 من عام 2018 تم اعتقاله على خلفية تغريدة له في تويتر
ولقد أفاد حساب «معتقلي الرأي» في السعودية على موقع تويتر بأنه تأكد له اعتقال السلطات السعودية للدكتور عبد العزيز الفوزان أستاذ الفقه المقارن في المعهد العالي للقضاء.
وجاء الاعتقال على خلفية تغريدة له أبدى فيها رأيه في قمع المشايخ والدعاة وحذر من التطبيل.
وكانت السلطات السعودية منعت -قبل نحو أسبوعين- الفوزان من السفر ومن النشر على مواقع التواصل الاجتماعي
وتوقع حساب «معتقلي الرأي» وقتها أن يعتقل الفوزان في أي لحظة، موضحا أن الإقدام على اعتقاله فيه انتهاك حقوقي كبير وخرق للمواثيق الدولية، وعلى رأسها المادة (13) من الإعلان العالمي لحقوق الإنسان.
وشن أكاديميون ونشطاء سعوديون على مواقع التواصل الاجتماعي -في نفس الفترة- حملة ضد الفوزان تحت وسم«المرجف عبد العزيز الفوزان»، واتهموه بالتحريض على تحدي الدولة، وذلك بعدما نشر تغريدة قال فيها «مع هذه الحرب الشعواء على الدين والقيم إياك أن تكون ظهيرا للمجرمين، أو يحملك حب المال والجاه على مداهنتهم».
وبعد الهجوم الذي تعرض له؛ نشر الفوزان تغريدة غامضة قال فيها «أحبتي في كل مكان، لا تنسوني من صالح دعواتكم، وحسبنا الله ونعم الوكيل»، مما دفع آلاف المغردين إلى التعاطف معه تحت وسم «كلنا مع عبد العزيز الفوزان»، الذي انضم إلى قائمة أكثر الوسوم نشاطا في العالم.